# Saint-Pierre-du-Val
Saint-Pierre-du-Val est une commune française située dans le département de l'Eure, en région Normandie.

## Géographie

### Localisation
Saint-Pierre-du-Val est une commune du Nord-Ouest du département de l'Eure située au sein du parc naturel régional des Boucles de la Seine normande. Selon l'atlas des paysages de Haute-Normandie, elle appartient à la région naturelle du Lieuvin. Toutefois, l'Agreste, le service de la statistique et de la prospective du ministère de l'Agriculture, de l'Agroalimentaire et de la Forêt, la classe au sein du pays d'Auge (en tant que région agricole).
Le territoire de Saint-Pierre-du-Val se distingue par un paysage au maillage bocager très dense aussi bien dans les vallées que sur les plateaux (seuls deux secteurs, à l'ouest et au sud, sont plus ouverts), des surfaces agricoles très largement consacrées à l'élevage plutôt qu'à la culture, de nombreux vergers parsemant l'espace et enfin, quelques petites vallées encaissées dont les crêtes est sont entièrement boisées (bois des Chesnots, bois du Val, bois du Val Jouan) : autant d'éléments qui sont caractéristiques à la fois du pays d'Auge et de la partie nord du Lieuvin (c'est-à-dire situé au nord de la ligne de crête entre Saint-Georges-du-Vièvre et Lieurey).
À vol d'oiseau, la commune est à 12 km au nord-ouest de Pont-Audemer, à 30 km au nord-est de Lisieux, à 53 km à l'ouest de Rouen et à 71 km au nord-ouest d'Évreux.
|                                              | Berville-sur-Mer                 | Conteville  |
| Fatouville-Grestain                          | Saint-Pierre-du-Val              | Conteville  |
| Fiquefleur-Équainville, Manneville-la-Raoult | Manneville-la-Raoult, Beuzeville | Boulleville |

### Hydrographie
La commune est située dans le bassin Seine-Normandie. Elle est drainée par la Vilaine,.
La Vilaine, d'une longueur de 11 km, prend sa source dans la commune de Beuzeville et se jette  dans le Canal de Retour d'eau à Fatouville-Grestain, après avoir traversé cinq communes.
Un plan d'eau complète le réseau hydrographique : la mare de l'épinay (0,07 ha),.

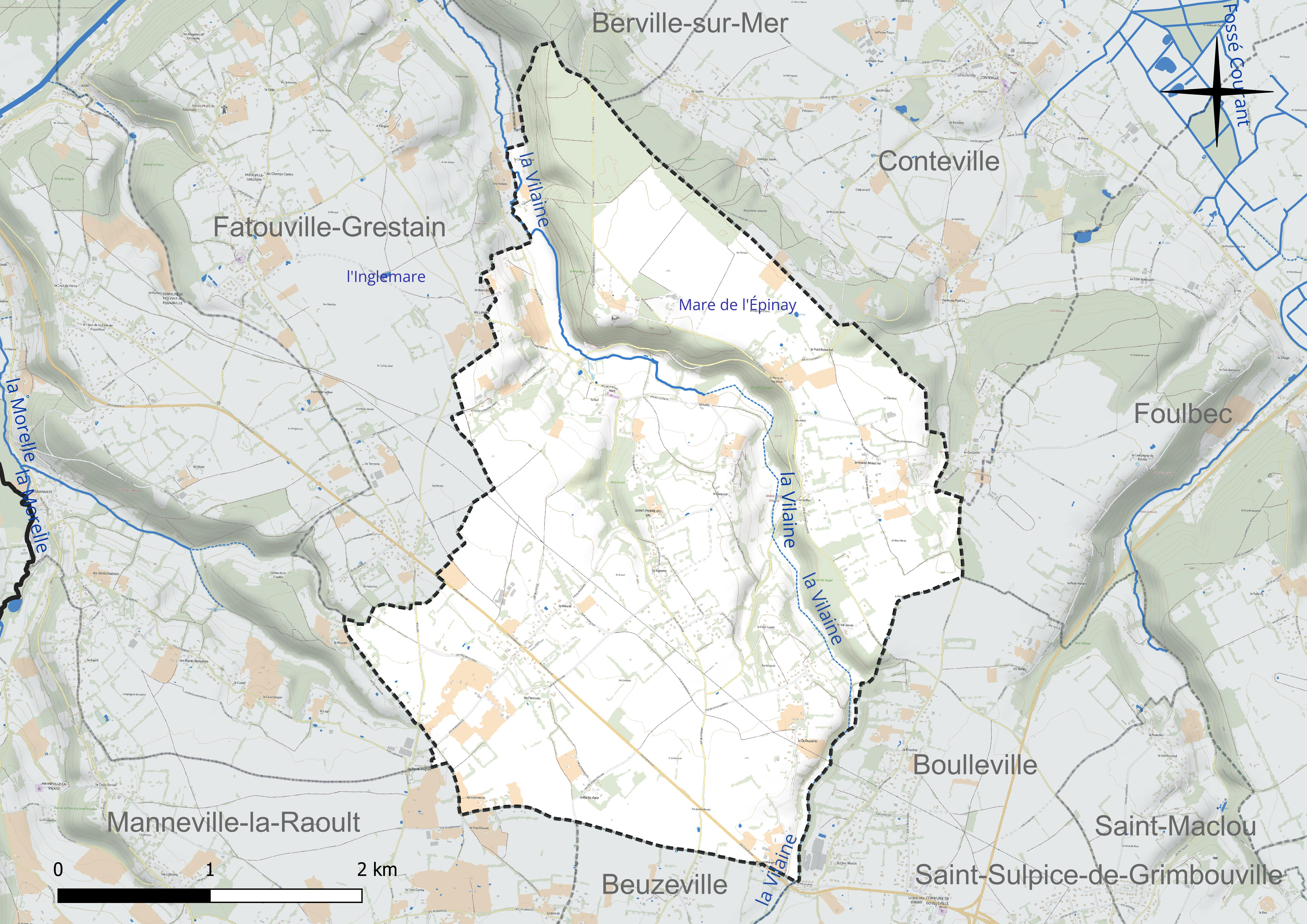
Réseau hydrographique de Saint-Pierre-du-Val.

### Climat
Pour des articles plus généraux, voir Climat de la Normandie et Climat de l'Eure.
En 2010, le climat de la commune est de type climat océanique franc, selon une étude du CNRS s'appuyant sur une série de données couvrant la période 1971-2000. En 2020, Météo-France publie une typologie des climats de la France métropolitaine dans laquelle la commune est exposée à un climat océanique et est dans la région climatique  Côtes de la Manche orientale, caractérisée par un faible ensoleillement (1 550 h/an) ; forte humidité de l’air (plus de 20 h/jour avec humidité relative > 80 % en hiver), vents forts fréquents. Parallèlement le GIEC normand, un groupe régional d’experts sur le climat, différencie quant à lui, dans une étude de 2020, trois grands types de climats pour la région Normandie, nuancés à une échelle plus fine par les facteurs géographiques locaux. La commune est, selon ce zonage, exposée à un « climat contrasté des collines », correspondant au Pays d’Auge, Lieuvin et Roumois, moins directement soumis aux flux océaniques et connaissant toutefois des précipitations assez marquées en raison des reliefs collinaires qui favorisent leur formation.
Pour la période 1971-2000, la température annuelle moyenne est de 10,6 °C, avec  une amplitude thermique annuelle de 12,8 °C. Le cumul annuel moyen de précipitations est de 902 mm, avec 13 jours de précipitations en janvier et 8,9 jours en juillet. Pour la période 1991-2020, la température moyenne annuelle observée sur la station météorologique la plus proche, située sur la commune de Boulleville à 4 km à vol d'oiseau, est de 11,3 °C et le cumul annuel moyen de précipitations est de 851,2 mm,. Pour l'avenir, les paramètres climatiques de la commune estimés pour 2050 selon différents scénarios d’émission de gaz à effet de serre sont consultables sur un site dédié publié par Météo-France en novembre 2022.

### Milieux naturels et biodiversité
La commune fait partie du parc naturel régional des Boucles de la Seine normande.

## Urbanisme

### Typologie
Au 1er janvier 2024, Saint-Pierre-du-Val est catégorisée commune rurale à habitat dispersé, selon la nouvelle grille communale de densité à 7 niveaux définie par l'Insee en 2022.
Elle est située hors unité urbaine. Par ailleurs la commune fait partie de l'aire d'attraction du Havre, dont elle est une commune de la couronne,. Cette aire, qui regroupe 116 communes, est catégorisée dans les aires de 200 000 à moins de 700 000 habitants,.

### Occupation des sols
L'occupation des sols de la commune, telle qu'elle ressort de la base de données européenne d’occupation biophysique des sols Corine Land Cover (CLC), est marquée par l'importance des territoires agricoles (85,9 % en 2018), une proportion identique à celle de 1990 (85,9 %). La répartition détaillée en 2018 est la suivante : 
prairies (56,7 %), terres arables (24,1 %), forêts (14,1 %), zones agricoles hétérogènes (5,1 %). L'évolution de l’occupation des sols de la commune et de ses infrastructures peut être observée sur les différentes représentations cartographiques du territoire : la carte de Cassini (XVIIIe siècle), la carte d'état-major (1820-1866) et les cartes ou photos aériennes de l'IGN pour la période actuelle (1950 à aujourd'hui).

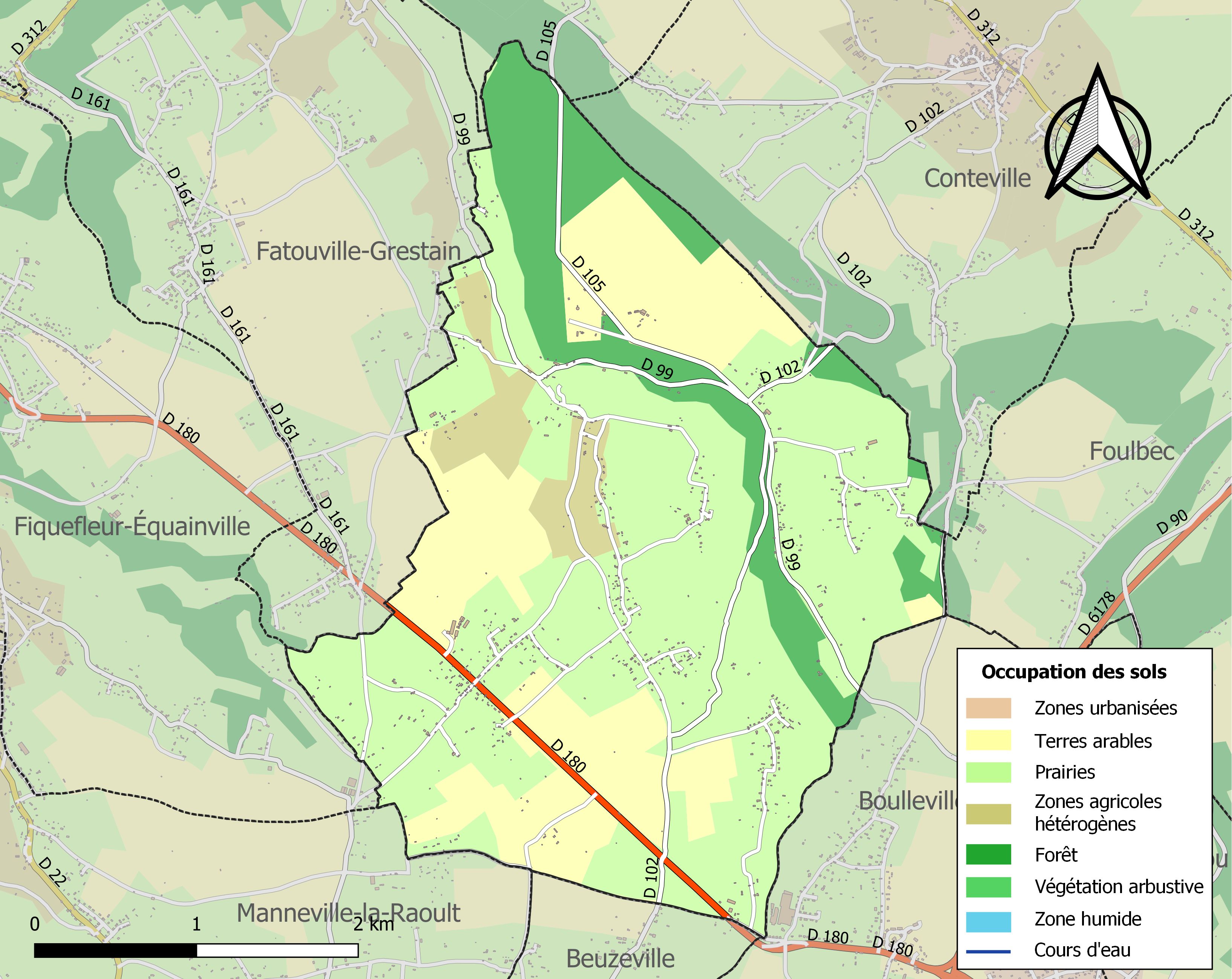
Carte des infrastructures et de l'occupation des sols de la commune en 2018 (CLC).

## Toponymie
La commune est née de la réunion, en 1835 de Saint-Pierre-du-Chastel (Sanctus Petrus de Castro au XIVe siècle, qui évoque un ancien lieu fortifié) et de Notre-Dame-du-Val (Beate Marie ecclesia),.
Saint-Pierre est un hagiotoponyme faisant référence à l'église Saint Pierre dédiée à Pierre (apôtre).
Val peut faire allusion au  Val-Jouan (ou Val-Jouen).

## Histoire

### Moyen Âge
Il est établi que l'abbaye de Pennante se situait sur le territoire de l'actuelle commune de part et d'autre de la Vilaine. Elle avait été fondée à l'époque carolingienne au VIIIe siècle, puis détruite par les Vikings. Il s'agissait d'un monastère jumeau de celui de Pentale également ravagé par les hommes du Nord.
Sur l'emplacement des ruines de l'abbaye ont été érigées les deux églises paroissiales Saint-Pierre et Sainte-Marie. La première, encore en partie gothique, est toujours utilisée comme église paroissiale, mais il ne subsiste de la seconde que quelques vestiges au bord de la route principale, ainsi que le cimetière qui l'entourait.
Le donjon du château de Saint-Pierre daterait du Xe ou du XIe siècle. Un château postérieur aurait été détruit une première fois pendant la guerre de Cent Ans par le parti anglo-navarrais. Au XVIIe siècle, un nouveau château est érigé pour la famille de Grosourdy de Saint-Pierre, seigneurs du lieu.

### Révolution française et Empire
Sous la Révolution, le château est ravagé par un incendie criminel. Il sera reconstruit sous la forme d’un manoir en brique et silex dans un style propre à l'époque. Le château et la chapelle sont de nouveau la proie des flammes. Vers 1840, ce sera un château style troubadour qui est reconstruit. Il est acquis par le marquis de Saint-Pierre en 1921 et revient ainsi dans le giron de la famille de Grosourdy de Saint Pierre. Il sera finalement volontairement démoli par Michel de Saint Pierre en 1970, pour des raisons de sécurité. De la propriété du XVIIe siècle, il ne subsiste que le colombier, l’orangerie et des bâtiments annexes.
En 1793, Saint-Pierre-du-Chastel est appelé provisoirement Pierre-la-Montagne.

### Époque contemporaine
En 2006, on s'aperçoit que l'église Saint-Pierre est attaquée par les mérules. Un an et demi de travaux sont nécessaires pour démonter et traiter toutes les boiseries, refaire le carrelage et les enduits, pour un coût avoisinant les 130 000 €. Le financement est principalement assuré par le conseil général et la commune.

## Politique et administration
| Période | Période  | Identité         | Étiquette | Qualité                |
| ------- | -------- | ---------------- | --------- | ---------------------- |
| 1983    | 2008     | Maurice Quesnot  |           |                        |
| 2008    | 2011     | Jacques Houssaye |           |                        |
| 2011    | En cours | Martine Houssaye | DVG       | Agricultrice retraitée |

## Démographie
L'évolution du nombre d'habitants est connue à travers les recensements de la population effectués dans la commune depuis 1793. Pour les communes de moins de 10 000 habitants, une enquête de recensement portant sur toute la population est réalisée tous les cinq ans, les populations de référence des années intermédiaires étant quant à elles estimées par interpolation ou extrapolation. Pour la commune, le premier recensement exhaustif entrant dans le cadre du nouveau dispositif a été réalisé en 2004.

En 2022, la commune comptait 589 habitants, en évolution de +3,7 % par rapport à 2016 (Eure : −0,25 %, France hors Mayotte : +2,11 %).
| 1793 | 1800 | 1806 | 1821 | 1831 | 1836 | 1841 | 1846 | 1851 |
| ---- | ---- | ---- | ---- | ---- | ---- | ---- | ---- | ---- |
| 721  | 608  | 629  | 663  | 581  | 963  | 862  | 829  | 796  |

| 1856 | 1861 | 1866 | 1872 | 1876 | 1881 | 1886 | 1891 | 1896 |
| ---- | ---- | ---- | ---- | ---- | ---- | ---- | ---- | ---- |
| 710  | 672  | 672  | 633  | 601  | 557  | 579  | 535  | 534  |

| 1901 | 1906 | 1911 | 1921 | 1926 | 1931 | 1936 | 1946 | 1954 |
| ---- | ---- | ---- | ---- | ---- | ---- | ---- | ---- | ---- |
| 526  | 537  | 510  | 423  | 403  | 388  | 369  | 422  | 419  |

| 1962 | 1968 | 1975 | 1982 | 1990 | 1999 | 2004 | 2006 | 2009 |
| ---- | ---- | ---- | ---- | ---- | ---- | ---- | ---- | ---- |
| 377  | 359  | 320  | 337  | 349  | 456  | 506  | 506  | 540  |

| 2014 | 2019 | 2022 | - | - | - | - | - | - |
| ---- | ---- | ---- | - | - | - | - | - | - |
| 564  | 585  | 589  | - | - | - | - | - | - |

## Culture locale et patrimoine

### Lieux et monuments

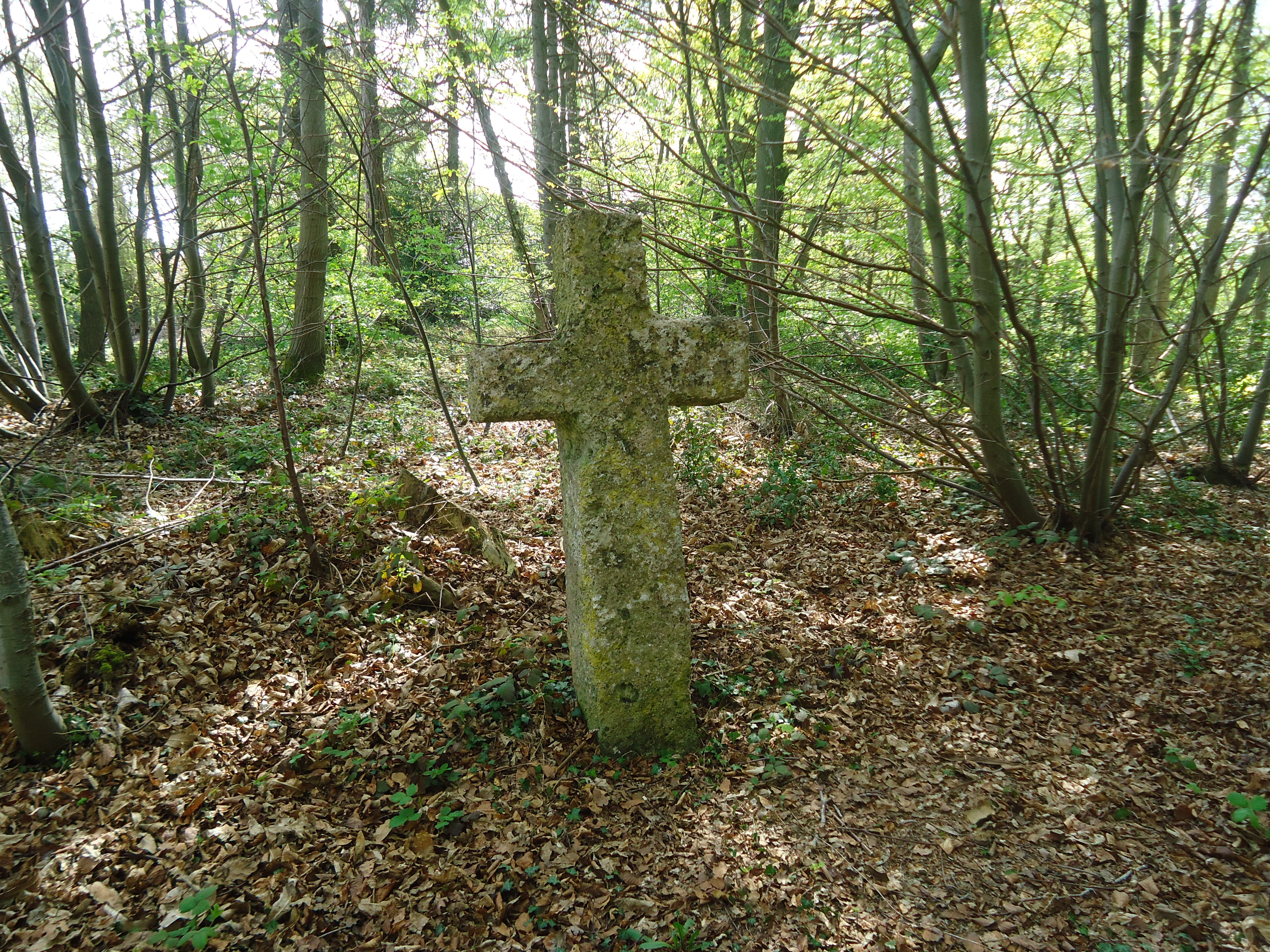
Menhir christianisé de la Croix aux Chiens.

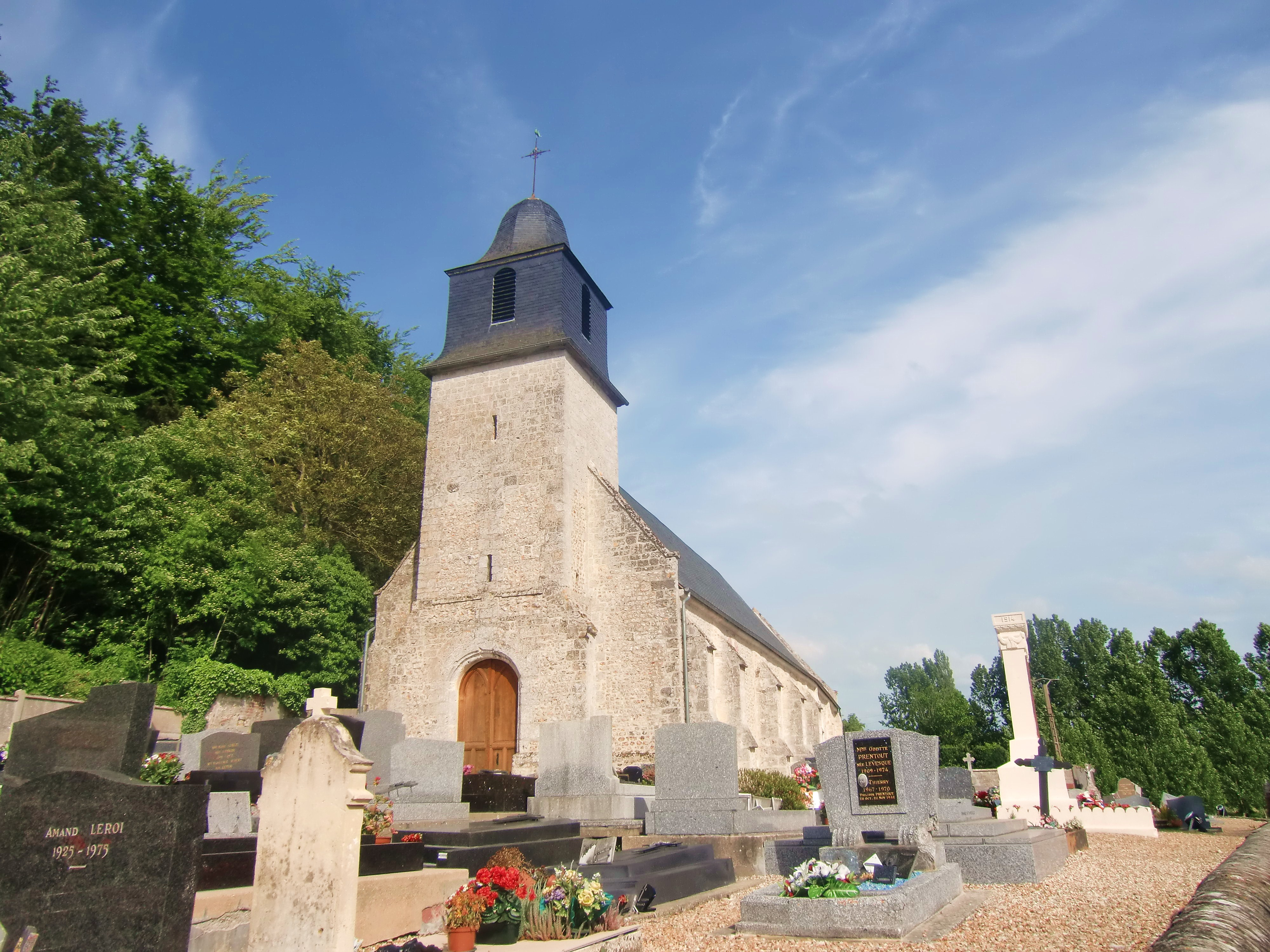
L'église Saint-Pierre.

Saint-Pierre-du-Val compte de nombreux monuments inscrits à l'inventaire général du patrimoine culturel :
- le château Saint-Pierre (XIe (?), XVIIIe et XIXe)[32]. Le château Saint-Pierre est un château fort probablement construit au XIe siècle et détruit certainement à la fin de la guerre de Cent Ans. Au XVIIIe siècle, construction pour la famille Grosourdis d'un château et de ses dépendances. Ils sont démolis vers 1840 pour construire un château au style troubadour. Acquis par le marquis de Saint-Pierre en 1921, le château est de nouveau démoli. Ne subsistent aujourd'hui que les ruines du donjon médiéval, un des deux bâtiments d'écuries (actuellement logis d'habitation), le colombier, une forge, le chenil, une maison dite de garde ;
- l'église Notre-Dame (XIe (?), XIIe (?) et XIIIe (?)) au lieu-dit le Val[33]. Il s'agit de l'église de l'ancienne commune de Notre-Dame-du-Val ;
- l'église Saint-Pierre (XIIe et XVIIe)[34] ;
- la chapelle Saint-Étienne (XIIIe (?)) au lieu-dit le Mesnil[35]. Vestiges de la chapelle du Mesnil-Ferry. Elle devint un bien de l'abbaye de Grestain à partir de 1670. Aujourd'hui, ne subsistent que les contreforts du mur sud et des traces d'ouverture dans le mur est du XIIIe. L'édifice fut remanié au XIXe ;
- le presbytère (XVIIIe)[36] ;
- la mairie-école (XXe) au lieu-dit le Val[37] ;
- le monument aux morts (XXe)[38] ;
- une croix de chemin dite Croix aux Chiens (XVIIIe et XIXe siècles (?))[39]. Cette croix de chemin est une croix monolithe. Elle aurait été taillée à partir d'un menhir au XVIIIe ou XIXe siècle ;
- deux croix de cimetière du XVIIe siècle : l'une dans le cimetière de l'église Saint-Pierre[40], l'autre dans le cimetière de l'église Notre-Dame[41] ;
- une ferme des XVIIe, XVIIIe et XIXe siècles au lieu-dit la Porte-de-Planches[42]. Il s'agit d'une ferme située sur le domaine du château de Saint-Pierre ;
- deux maisons : l'une du XIXe siècle au lieu-dit le Mesnil[43], l'autre du XVIIe siècle au lieu-dit la Bigrerie[44] ;
- un lavoir des XVIIIe et XIXe siècles au lieu-dit le Val[45].

### Patrimoine naturel

#### Parc naturel
- Parc naturel des boucles de la Seine normande[46].

#### ZNIEFF de type 1
- Les prairies de Saint-Pierre-du-Val[47]. L'intérêt essentiel de cette ZNIEFF est le petit ruisseau qui traverse la prairie dans laquelle pâture des bovins. Ce ruisseau abrite des agrions de mercure  et des Calopteryx vierges.

#### ZNIEFF de type 2
- La basse vallée de la Risle et les vallées conséquentes de Pont-Audemer à la Seine[48].

#### Site inscrit
- La rive gauche de l'embouchure de la Seine[49],  Site inscrit (1977) ;

### Personnalités liées à la commune
- Michel de Grosourdy, marquis de Saint-Pierre (1916-1987), écrivain français, est décédé et enterré à Saint-Pierre-du-Val le 19 juin 1987. Sa fille, Isaure de Saint-Pierre, est écrivain et journaliste.

### Héraldique
| Blason de Saint-Pierre-du-Val | Blason  | Écartelé : au 1er d'azur à deux églises en ombre et essorées de sable, ouvertes et ajourées d'or et rangées en bande, au 2e de gueules à deux léopards d'or l'un au-dessus de l'autre, au 3e d'or à la pomme tigée et feuillée d'une pièce de sinople, au 4e de sinople à la vache normande au naturel, la tête de front ; à la rivière en divise d'azur, agitée d'argent et brochant sur le trait du coupé. |
| Blason de Saint-Pierre-du-Val | Détails | Les deux léopards d'or sur champ de gueules rappellent les armes de la Normandie. |